# Норд (станція)
Норд (дан. Nord) — військово-наукова станція у північносхідній Ґренландії, що розташована за 1700 км на північ від полярного кола та за 924 км від Північного полюса на півострові Принцеси Інґеборґ (Prinsesse Ingeborg Halvø) на півночі землі Кронпринца Крістіана. Це найпівнічніша постійно заселена станція в Ґренландії. Командування оборони Данії утримує тут базу з п'ятьма моряками, які змінюються кожні 26 місяців. Влітку тут також перебувають дослідники та інший персонал (20 осіб). До станції входить 35 будівель. Навколишня крига дає змогу пройти морем лише раз на п'ять-десять років, тому станцію забезпечують з повітря.
З 2009 року постачання здійснюється Українськими ВПС під час щорічних операцій «Північний сокіл».
Патруль «Сіріус», що базується в Данеборзі, використовує станцію Норд для підтримки патрулів у північно-східній Гренландії.

## Історія

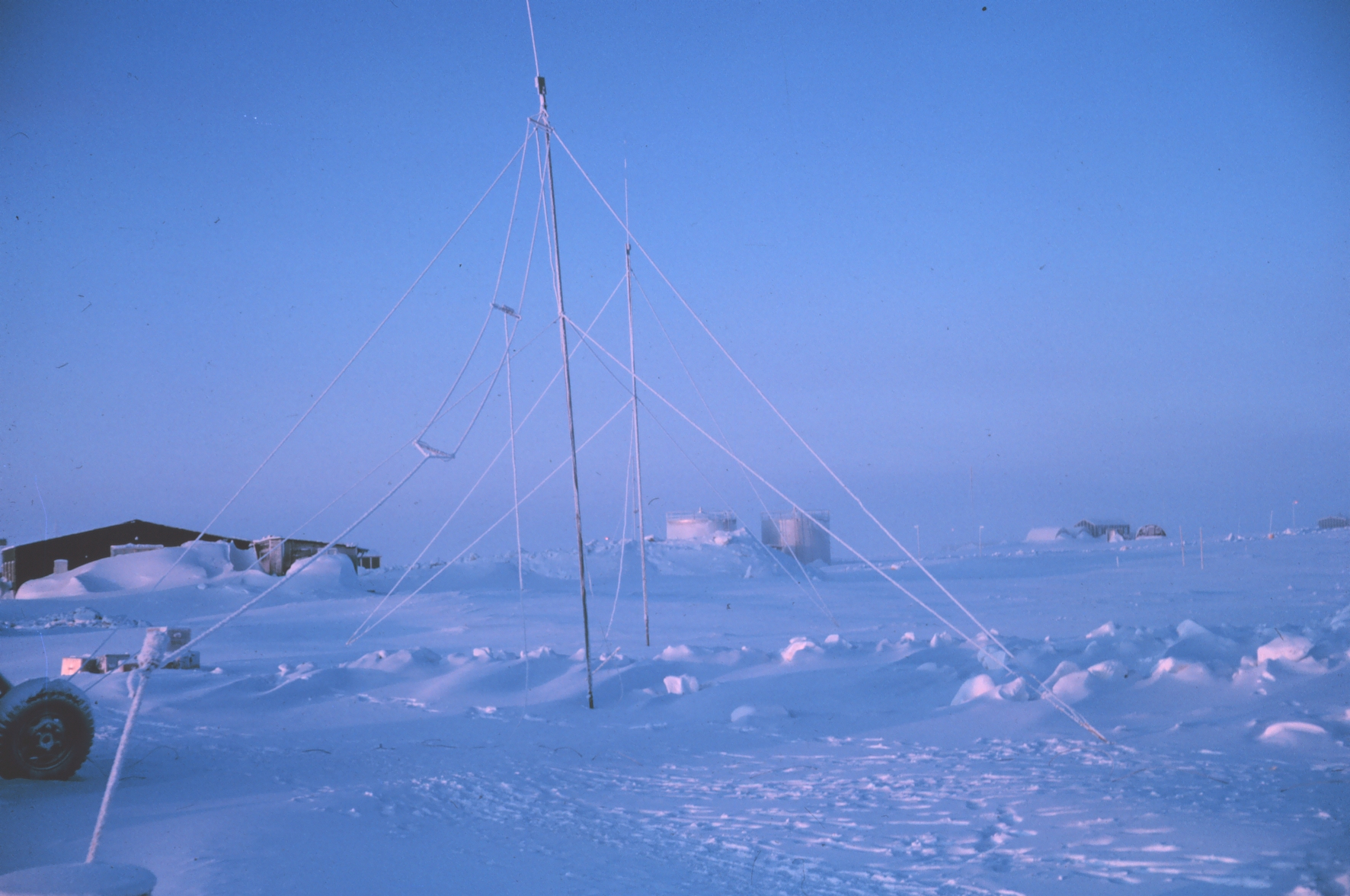
Станція «Норд», 1967

У червні 1950 року Національна погодна служба вперше розробила плани спільної погодної станції на північному сході Гренландії для доповнення спільних метеорологічних станцій, що були збудовані з Канадою в Арктиці.
Станція споруджувалась компанією «Grønlands Televæsen» на замовлення американської сторони з 1952 по 1956 р. як телекомунікаційна й метеорологічна станція з власною злітно-посадковою смугою (ЗПС). Станція була необхідна для отримання метеозведень для авіабази Туле, а також як дозаправочна база патруля Сіріус. ЗПС мала використовуватися американськими літаками, що діють у полярному регіоні, а також цивільною авіацією на трансполярних маршрутах. База споруджувалася данськими робітниками на гроші данського уряду, а США забезпечували транспортування спорядження й обладнання з Туле, а також утримання станції. Частина обладнання була американською, з бази Туле.
У лютому 1953 р. ВПС США відмовилися від планів авіаційної бази й зупинилися на незначній ролі злітно-посадкової смуги в Норді. Протягом цього літа було проведено розширення гравійної смуги, команда з 41-го данця була відправлена на спорудження об'єктів, а метеостанція запрацювала з 1 жовтня. Основною причиною скорочення планів ВПС США було те, що постачання станції було складним і дорогим. Постійний полярний лід перешкоджав постачанню морем, і спроби перенести важкі постачання трансльодовими конвоями були проблематичними. На практиці все мало доставлятися з Туле. Спочатку це було завданням ВПС Сполучених Штатів, пізніше це перейшло до Королівських Данських ВПС, які літали на C-130 з Туле до Норда двічі на рік в операціях під назвою «Brilliant Ice»[джерело?].
Починаючи з 2009 року щорічно проводиться українсько-данська операція «Північний сокіл», за якою українські пілоти Повітряних Сил України на Іл-76 перевозять до станції пальне та інші вантажі.
Робота станції перебуває під контролем Арктичного командування (Arktisk Kommando). Робота посадкової смуги триває приблизно 300 днів на рік і підтримується двома великими повітредуйками і двома снігоочисниками.

## Клімат
Норд має дуже холодний полярний тундровий клімат з середньою температурою лише на кілька градусів вище нуля в розпал короткого літа[джерело?].
| Клімат Station Nord, Greenland (extremes 1952–present) | Клімат Station Nord, Greenland (extremes 1952–present) | Клімат Station Nord, Greenland (extremes 1952–present) | Клімат Station Nord, Greenland (extremes 1952–present) | Клімат Station Nord, Greenland (extremes 1952–present) | Клімат Station Nord, Greenland (extremes 1952–present) | Клімат Station Nord, Greenland (extremes 1952–present) | Клімат Station Nord, Greenland (extremes 1952–present) | Клімат Station Nord, Greenland (extremes 1952–present) | Клімат Station Nord, Greenland (extremes 1952–present) | Клімат Station Nord, Greenland (extremes 1952–present) | Клімат Station Nord, Greenland (extremes 1952–present) | Клімат Station Nord, Greenland (extremes 1952–present) | Клімат Station Nord, Greenland (extremes 1952–present) |
| Показник                                               | Січ.                                                   | Лют.                                                   | Бер.                                                   | Квіт.                                                  | Трав.                                                  | Черв.                                                  | Лип.                                                   | Серп.                                                  | Вер.                                                   | Жовт.                                                  | Лист.                                                  | Груд.                                                  | Рік                                                    |
| Абсолютний максимум, °C                                | 0,4                                                    | 1,7                                                    | −2                                                     | 1,2                                                    | 7,8                                                    | 13,4                                                   | 17,0                                                   | 14,7                                                   | 12,3                                                   | 7,7                                                    | 2,3                                                    | 3,2                                                    | 17,0                                                   |
| Середній максимум, °C                                  | −26                                                    | −26,8                                                  | −26,5                                                  | −19,5                                                  | −6,7                                                   | 2,1                                                    | 6,2                                                    | 4,6                                                    | −6                                                     | −15,9                                                  | −21,6                                                  | −24,1                                                  | −13,4                                                  |
| Середня температура, °C                                | −30,1                                                  | −30,9                                                  | −30,7                                                  | −22,7                                                  | −9,9                                                   | −0,4                                                   | 3,4                                                    | 2,1                                                    | −9,2                                                   | −19,7                                                  | −25,8                                                  | −28                                                    | −16,9                                                  |
| Середній мінімум, °C                                   | −35,9                                                  | −36,1                                                  | −35,3                                                  | −27,9                                                  | −14,1                                                  | −3,7                                                   | 0,1                                                    | −1,2                                                   | −12,6                                                  | −24,1                                                  | −30                                                    | −33,3                                                  | −21,2                                                  |
| Абсолютний мінімум, °C                                 | −51,9                                                  | −51,2                                                  | −46                                                    | −42,8                                                  | −25,9                                                  | −12,9                                                  | −7,4                                                   | −13,3                                                  | −29,8                                                  | −36,9                                                  | −39,9                                                  | −45,8                                                  | −51,9                                                  |
| Норма опадів, мм                                       | 11                                                     | 12                                                     | 13                                                     | 23                                                     | 12                                                     | 11                                                     | 20                                                     | 17                                                     | 23                                                     | 19                                                     | 20                                                     | 17                                                     | 188                                                    |
| Днів з опадами                                         | 9,4                                                    | 10,0                                                   | 9,6                                                    | 8,1                                                    | 7,1                                                    | 5,9                                                    | 7,2                                                    | 6,9                                                    | 10,3                                                   | 11,1                                                   | 12,5                                                   | 10,3                                                   | 107,3                                                  |
| Днів зі снігом                                         | 7,0                                                    | 8,6                                                    | 7,9                                                    | 7,7                                                    | 6,0                                                    | 4,8                                                    | 4,5                                                    | 3,3                                                    | 8,5                                                    | 9,8                                                    | 10,6                                                   | 8,9                                                    | 98,0                                                   |
| ------------------------------------------------------ | ------------------------------------------------------ | ------------------------------------------------------ | ------------------------------------------------------ | ------------------------------------------------------ | ------------------------------------------------------ | ------------------------------------------------------ | ------------------------------------------------------ | ------------------------------------------------------ | ------------------------------------------------------ | ------------------------------------------------------ | ------------------------------------------------------ | ------------------------------------------------------ | ------------------------------------------------------ |